# Martin County (Kentucky)
Martin County is een county in de Amerikaanse staat Kentucky.
De county heeft een landoppervlakte van 598 km² en telt 12.578 inwoners (volkstelling 2000). De hoofdplaats is Inez.